# سارا پینبرو
سارا پینبرو (Sarah Pinborough) نویسنده و فیلمنامه‌نویس اهل انگستان است. عمده سرشناسی وی در حوزه نگارش کتاب‌های مربوط به گروه سنی ۱۲ تا ۱۸ سال است.از او کتاب پشت چشمهایش با عنوان انگلیسی behind her eyes و لطفا از من عکس نگیرید با عنوان انگلیسیcross her heart به فارسی ترجمه شده